# Масси, Шарль Батист Бертран
Шарль Батист Бертран Масси (фр. Charles Baptiste Bertrand Massy; 1774–1812) — французский военный деятель, полковник (1811 год), шевалье (1811 год), участник революционных и наполеоновских войн.

## Биография
Родился в семье литератора Пьера Масси (фр. Pierre Massy; 1747-1791) и его супруги Жанны Паньон (фр. Jeanne Pagnon).
Юный Масси начал военную службу 22 февраля 1792 года солдатом 3-го батальона волонтёров департамента Верхней Вьенны, слитого путём амальгамы с 145-й линейной полубригадой, переименованной при второй амальгаме в 4-ю полубригаду линейной пехоты. 6 июня 1792 года произведён в сержанты. Сражался в рядах Армии Восточных Пиренеев. 9 июля 1793 года получил звание младшего лейтенанта. 7 сентября 1793 года ранен в правое бедро при взятии военного лагеря Перш. 15 ноября 1793 года стал лейтенантом, а уже 28 декабря 1793 года – капитаном. В 1795 году переведён в Итальянскую армию. 13 апреля 1796 года ранен при захвате Форта Коссериа, также отличился в сражении 8 сентября 1796 года при Бассано, где получил ранение в правую ногу и снова ранен в сражении 17 ноября 1796 года при Арколе. В качестве помощника полковника штаба Акьеля служил в 1798-99 годах в Английской армии и в 1800 году определён в Батавскую армию. С 1 декабря 1801 года по 30 июля 1802 года выполнял функции адъютанта генерала Комма. Затем, с 31 июля 1802 года по 28 сентября 1803 года - адъютанта генерала Виктора.
С 29 сентября 1803 года был адъютантом генерала, затем маршала Ожеро. 12 марта 1804 года произведён в командиры эскадрона. С 1803 года служил в военных лагерях Байонны и Бреста. Принимал участие в кампаниях 1805-07 годов. 4 января 1807 года получил звание майора, и стал заместителем командира 44-го полка линейной пехоты. Храбро сражался 8 февраля 1807 года при Эйлау, где командовал всем 44-м полком.
6 декабря 1809 года в Париже женился на Маргарите Борда (фр. Marguerite Antoinette Eléonore Bordas; 1791—), от которой имел сына Оскара (фр. Charles Pardoux Oscar Massy; 1810—1862).
21 сентября 1811 года дослужился до звания полковника, и стал командиром 4-го полка линейной пехоты в Булонском лагере. Участвовал в Русской кампании 1812 года в составе 2-й бригады генерала Жубера 11-й пехотной дивизии генерала Разу 3-го армейского корпуса маршала Нея. Отличился в сражении при Смоленске. Погиб 7 сентября 1812 года в Бородинском сражении в возрасте 38 лет.
Из воспоминаний барона Марбо: «Третьим адъютантом генерала Ожеро был командир эскадрона Масси, один из наиболее красивых офицеров армии... Включённый в знаменитую 4-ю полубригаду, он командовал в чине капитана ротой гренадер, которая атаковала мост Арколе под управлением генералов Бонапарта и Ожеро собственной персоной. У Масси в этом деле была нога разбита пулей. Он отказался от ампутации, несмотря на предупреждение врачей, и вполне вылечился... Ставший адъютантом Ожеро, он 22 ноября 1805 года прибыл в штаб-квартиру, чтобы представить Императору знамена, взятые Ожеро у Елачича и присутствовал, таким образом, в сражении при Аустерлице. Вечером сражения при Эйлау он принял командование 7-м армейским корпусом Ожеро, когда все дивизионные, бригадные генералы и полковники были выведены из строя в этом печальном деле. Масси был счастлив видеть себя полковником своего бывшего полка, 4-го, в котором он оставил о себе прекрасные воспоминания. Ядром ему снесло голову в сражение при Москве... Смерть этого смелого офицера была потерей для армии».

## Воинские звания
- Сержант (6 июня 1792 года);
- Младший лейтенант (9 июля 1793 года);
- Лейтенант (15 ноября 1793 года);
- Капитан (28 декабря 1793 года);
- Командир эскадрона (12 марта 1804 года);
- Майор (4 января 1807 года);
- Полковник (21 сентября 1811 года).

## Титулы
- Шевалье Империи (фр. chevalier de l’Empire; патент подтверждён 10 апреля 1811 года)[2].

## Награды
Легионер ордена Почётного легиона (5 июля 1805 года)
 Офицер ордена Почётного легиона (2 сентября 1812 года)